# زاكبا كومينان
زاكبا كومينان (1945 - 19 مايو 2021) سياسي من ساحل العاج شغل منصب وزير التربية والتعليم.